# 前240年
| 千纪： | 前1千纪 |
| 世纪： | 前4世纪 \| 前3世纪 \| 前2世纪                                                                                         |
| 年代： | 前270年代 \| 前260年代 \| 前250年代 \| 前240年代 \| 前230年代 \| 前220年代 \| 前210年代                               |
| 年份： | 前245年 \| 前244年 \| 前243年 \| 前242年 \| 前241年 \| 前240年 \| 前239年 \| 前238年 \| 前237年 \| 前236年 \| 前235年 |
| 纪年： | 齊王建二十五年 趙悼襄王五年 魏景湣王三年 韓桓惠王三十三年 秦王政七年 楚考烈王二十三年 衛君角二年 燕王喜十五年         |

## 大事记
- 秦伐魏，取汲。

## 出生
- 陸賈，在楚國出生。

## 逝世
- 秦始皇祖母夏太后薨。
- 蒙驁，秦國名將，蒙武之父。
- 鄒衍，陰陽家學派創始者。
- 狄奧多特一世，大夏王國創立者。